# Abdalá ibn Saba
Abdalá ibn Saba al-Himyari también conocido como Abdullah ibn Sabaʾ (en árabe: عبد الله بن سبأ) Ibn al-Sawdāʾ (ابن السوداء), o Ibn Wahb, fue un controvertido personaje Islámico del siglo VII, vinculado a ciertos conflictos sectarios en el islam temprano. Llegó a tener un grupo de seguidores que posteriormente fueron conocidos como la Sabaʾiyya (سبئية).

Según fuentes tanto suníes como chiíes, Ibn Saba fue un judío yemení de la tribu árabe Himyar que se convirtió al islam durante el califato de Uthmān. Por su devoción extrema hacia ʿAlī ibn Abi Talib, se le considera tradicionalmente el primer ghālī. Los relatos de Sayf ibn ʿUmar afirman que Ibn Saba y sus seguidores, los sabaʾiyya, instigaron a los egipcios contra Uthmān y sabotearon un acuerdo de paz durante la Batalla del Camello.

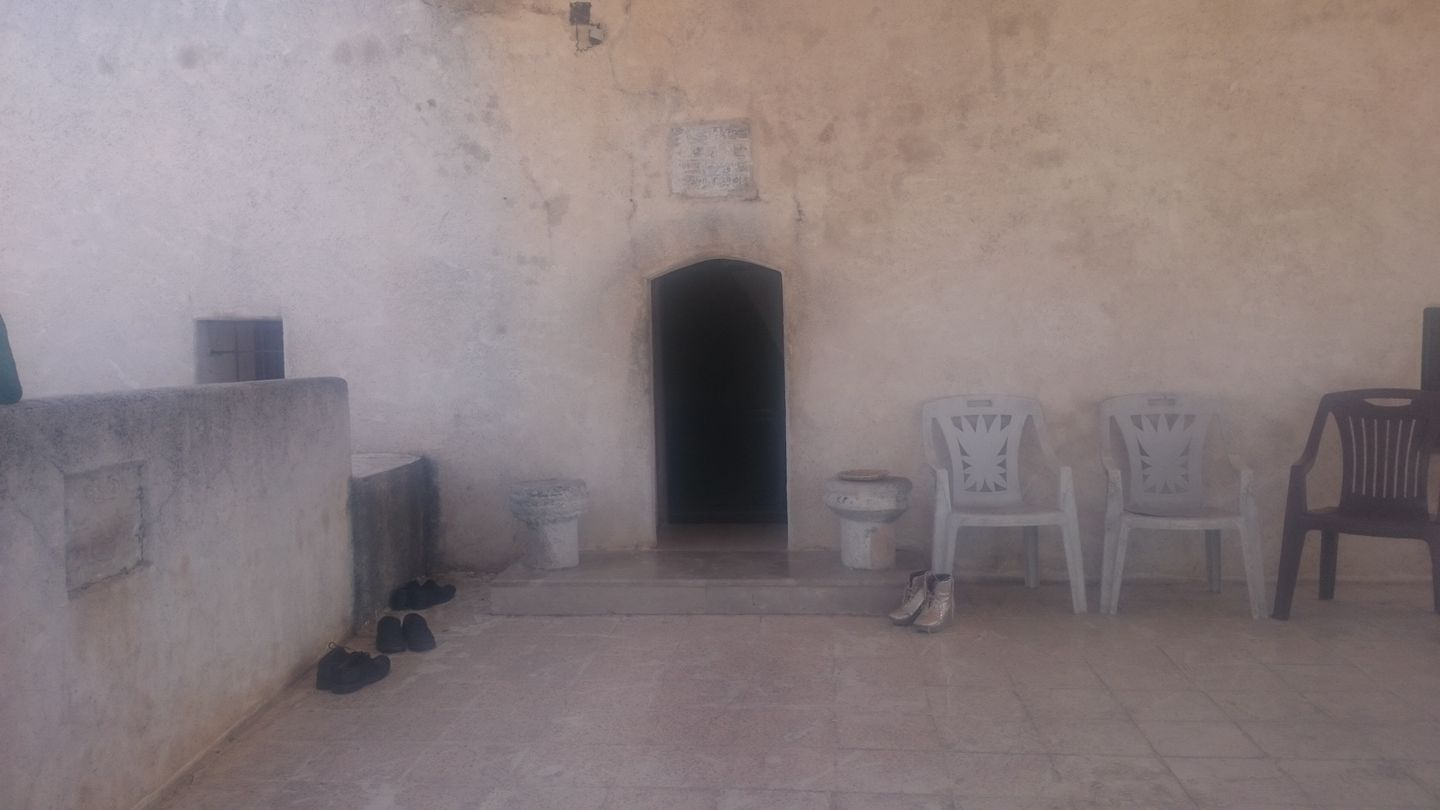
El Santuario de Abdalá ibn Saba

La historicidad de Ibn Saba sigue siendo objeto de debate entre historiadores modernos y eruditos chiíes. Algunos académicos chiíes, como Yasser al-Habib, lo consideran una figura legendaria, argumentando que fue una creación suní para desacreditar las doctrinas chiíes. Sin embargo, esta postura contrasta con varios hadices chiíes que confirman su existencia. En el corpus de hadices chiíes (Muʿjam al-Aḥādīth al-Muʿtabara, y especialmente en Rijal al-Kashshi) se encuentran cadenas de transmisión confiables que atestiguan la existencia de Abdalá ibn Saba.
Por otro lado, investigadores como Israel Friedlander, Sabatino Moscati y la mayoría de historiadores suníes afirman su existencia histórica.
El supuesto origen judío de Ibn Saba también genera controversia. Varios expertos sostienen que Sayf ibn Umar habría inventado los relatos sobre el asesinato del califa Uthmán con dos objetivos: exonerar a los suníes de Medina de toda responsabilidad, y negar la existencia temprana del movimiento que apoyaba a Ali como legítimo sucesor de Mahoma durante el califato de Uthmán. Aunque hay excepciones como Taha Hussein, la mayoría de los académicos suníes contemporáneos aceptan la existencia histórica de Ibn Saba.
Los datos biográficos sobre Ibn Saba -incluyendo sus actividades y circunstancias de muerte- son escasos y frecuentemente contradictorios. Sin embargo, los relatos chiitas detallan que Ibn Saba desarrolló doctrinas radicales, proclamando la divinidad de Alí ibn Abi Talib y declarándose a sí mismo como profeta. Una narración en Rijal al-Kashshi afirma que el Imam chiita Ya'far as-Sadiq habría dicho: 
"¡Que Dios maldiga a Abdalá ibn Saba! El atribuyó divinidad al Principe de los Creyentes, cuando [Juro] por Dios, él era solo un siervo obediente". 
La reacción de Ali sobre dichas afirmaciones fue contundente. Se narra que el Imam chiita Muhámmad al-Báqir dijo: 
"Abdalá ibn Saba afirmaba ser profeta y proclamaba que el Comandante de los Creyentes (Ali) era Dios —¡Glorificado sea Dios por encima de eso!—. Cuando esto llegó a oídos de Ali, lo llamó y lo interrogó. Ibn Saba reconoció su creencia diciendo: 'Sí, tú eres el [con "el", refiriéndose a Dios]. Esta convicción me fue revelada: que tú eres Dios y yo soy tu profeta'. Ali respondió: '¡Ay de ti! El demonio te ha engañado. ¡Retráctate de esto —que tu madre te llore— y arrepiéntete!'. Pero se negó. Entonces Ali lo encarceló y le dio tres días para que se arrepintiera, pero Ibn Saba persistió en su herejía. Finalmente, Ali ordenó que fuera quemado en el fuego, declarando: 'El demonio lo engañó, se le aparecía e implantaba estas ideas en su mente'".
Por su parte, Ya'far al-Sadiq relató: "Cuando Ibn Saba hizo tal afirmación sobre Ali, el le dio la oportunidad de arrepentirse, pero al negarse, ordenó que fuera quemado" 
Las narraciones suníes corroboran este episodio. En Sahih al-Bukhari se registra que:
 'Ali hizo comparecer ante sí a unos herejes y ordenó quemarlos. Cuando Ibn Abbas se enteró, comentó: "De haber sido yo, no los habría quemado, pues el Mensajero de Dios (ﷺ) prohibió aplicar el castigo divino [el fuego].
Algunos musulmanes salafíes indican que ibn Saba era un judío converso que, según creen, fundó el islam chií. Los investigadores modernos del islam niegan este hecho.